# Arenaria littledalei
Arenaria littledalei är en nejlikväxtart som beskrevs av William Botting Hemsley. Arenaria littledalei ingår i släktet narvar, och familjen nejlikväxter. Inga underarter finns listade i Catalogue of Life.